# Grab von Mandras

Lage von Ardauli in Oristano

Das bemalte Grab von Mandras (italienisch Tomba dipinta di Mandras, auch Ardauli sos musuleos genannt) liegt in Ardauli in der Barrigadu, im Osten der Provinz Oristano auf Sardinien.
Das vierkammerige Felsengrab mit zwei runden und einer elliptischen Kammer hat zwei Arten von Deckenausführungen und in der Hauptkammer allseitig gerundete Wände, auf denen große rote, abstrakte Zeichnungen zu sehen sind. Im Boden ist eine quadratische Eintiefung, die von einem schwach eingetieften Kreis umgeben ist. 